# Інститут екології природоохоронної діяльності та туризму ім. В. Чорновола

## Загальна інформація
Основною метою створення ІСТР є підготовка фахівців для таких пріоритетних напрямів розвитку науки, освіти та економіки України як збалансоване природокористування, охорона навколишнього середовища, екологічна безпека, а також туристичне господарство.

В інституті створені всі умови для підготовки спеціалістів та магістрів. Навчальний процес здійснюється на базі обладнаних сучасними приладами лабораторій, комп’ютерного класу. Під час практики найкращих студентів залучають до виконання виробничих завдань та науково-дослідної роботи. Навчальну практику студенти проходять на відпочинкових базах в м. Алушта (Крим), сел. Славське, сел. Морське (Миколаївської обл.), в м. Шацьк, в с. Розлуч.
Найкращі студенти, магістри та аспіранти мають змогу навчатися або стажуватися у престижних вищих навчальних закладах Швеції, Німеччини, Польщі, Словаччини та інших держав, з якими інститут має угоди про співпрацю.
Тому для реалізації природоохоронної діяльності, утвердження засад сталого розвитку, інформаційного та комп’ютерного забезпечення екологічного моніторингу та контролю, розвитку туризму та надання туристично-рекреаційних послуг, у регіоні потрібні спеціалісти з ґрунтовною комп’ютерною та екологічно- економічною підготовкою, які б могли працювати у різних сферах:
- державних структурах;
- органах місцевого самоврядування;
- промислових підприємствах;
- сільському та лісовому господарстві;
- санаторно-курортних закладах;
- на митницях;
- в екологічних інспекціях;
- науково-дослідних і навчальних установах.

## Історія
Інститут створений у жовтні 2011 року відповідно до ухвали Вченої ради університету від 27 вересня 2011 року та наказу ректора (№ 157-10 від 17 жовтня 2011 року) на базі навчально-наукового інституту новітніх технологій та управління імені В. Чорновола та кафедри екології та охорони навколишнього середовища навчально-наукового інституту хімії та хімічних технологій.
Очолює Інститут сталого розвитку ім. В. Чорновола доктор технічних наук, професор, заслужений діяч науки і техніки України Мороз Олександр Іванович.

## Кафедри
Підготовку висококваліфікованих фахівців ведуть 6 кафедр:
- кафедра туризму (ТУР);
- кафедра прикладної екології та збалансованого природокористування (ПЕП);
- кафедра менеджменту природоохоронної діяльності (МПД);
- кафедра економіки довкілля і природних ресурсів (ЕДР);
- кафедра загальної екології та екоінформаційних систем (ЗЕС);
- кафедра екологічної безпеки та аудиту (КЕБ);

## Вчена рада
| №   | Викладач                                             | Науковий ступінь                                                                                |
| --- | ---------------------------------------------------- | ----------------------------------------------------------------------------------------------- |
| 1.  | Мороз Олександр Іванович (Olexandr Moroz)            | д.т.н.,професор, директор ІЕПТ                                                                  |
| 2.  | Петрушка Ігор Михайлович (Ihor Petrushka)            | д.т.н., доцент, заступник директора ІЕПТ, декан повної вищої освіти                             |
| 3.  | Стасевич Сергій Павлович (Serhiy Stasevych)          | к.т.н., доцент, заступник директора ІЕПТ, декан базової вищої освіти                            |
| 4.  | Казимира Ірина Ярославівна (Iryna Kazymyra)          | к.т.н., доцент, заступник директора ІЕПТ з виховної та організаційної роботи                    |
| 5.  | Білецький Михайло Володимирович (Mykhaylo Biletskyy) | заступник директора ІЕПТ з адміністративно-господарської роботи                                 |
| 6.  | Князь Святослав Володимирович (Sviatoslav Kniaz)     | д.е.н., доцент,в.о.зав. кафедри екологічної політики та менеджменту природоохоронної діяльності |
| 7.  | Берко Андрій Юліанович (Andriy Berko)                | д.т.н., доцент, зав. кафедри загальної екології та екоінформаційних систем                      |
| 8.  | Мальований Мирослав Степанович (Myroslav Malovanyy)  | д.т.н., професор, зав. кафедри прикладної екології та збалансованого природокористування        |
| 9.  | Попович Олена Романівна (Olena Popovych)             | к.т.н., доцент, доцент кафедри прикладної екології та збалансованого природокористування        |
| 10. | Теребух Андрій Андрійович (Andriy Terebukh)          | к.е.н., доцент, зав. кафедри туризму                                                            |
| 11. | Бець Мар’яна Тиберіївна (Maryana Bets)               | к.е.н., доцент, доцент кафедри економіки довкілля і природних ресурсів                          |
| 12. | Політило Роман Володимирович (Roman Politylo)        | к.т.н., асистент кафедри екологічної безпеки та аудиту                                          |
| 13. | Чорненька Надія Василівна (Nadiya Chornenka)         | к.геогр.н., доцент, доцент кафедри туризму                                                      |
| 14. | Баландюх Юрій Андрійович (Balandjuh Yuri)            | голова колегії та профбюро інституту студент гр. ЕКОм — 11                                      |
| 15. | Боровик Оксана Несторівна (Balandjuh Yuri)           | голова Ради молодих вчених інституту                                                            |

## Партнери інституту
- Шведський Королівський технологічний інститут Стокгольм, Швеція

KTH Royal Institute of Technology Stockholm, Sweden

Вебсайт:  www.kth.se  [Архівовано 18 лютого 2019 у Wayback Machine.]

Співпраця в межах рамкової двосторонньої угоди про партнерство Шведського Королівського Технологічного Інституту з НУ «Львівська політехніка»

- Головне управління з питань туризму, євроінтеграції, зовнішніх зв’язків та інвестицій

General Department for Tourism, Eurointegration, Foreign Relations and Investments

Вебсайт:  www.frtt.if.gov.ua 

 Співпраця в межах 2-сторонньої угоди

- Київська державна академія водного транспорту ім.Гетьмана П.Конашевича-Сагайдачного

Kyiv State Academy of Water Transport named by Hetman Petro Konashevich Sagaidachnyy

Вебсайт:  www.pereklady.lviv.ua 

Співпраця в межах 2-сторонньої угоди про наукову співпрацю та обмін студентами

- Хмельницький кооперативний торговельно-економічний інститут

Khmelnitsky Cooperative trade-economic institute

Вебсайт: www.xktei.km.ua  [Архівовано 14 квітня 2022 у Wayback Machine.]

Координація навчальних планів, робочих програм, змісту освіти

- Київський національний економічний університет ім. В. Гетьмана

Vadym Hetman National Economic University

Вебсайт: www.kneu.edu.ua  [Архівовано 15 вересня 2014 у Wayback Machine.]

Координація навчальних планів, робочих програм, змісту освіти